# Municipio de Pennsylvania
El municipio de Pennsylvania (en inglés: Pennsylvania Township) es un municipio ubicado en el condado de Mason en el estado estadounidense de Illinois. En el año 2010 tenía una población de 206 habitantes y una densidad poblacional de 2,22 personas por km².

## Geografía
El municipio de Pennsylvania se encuentra ubicado en las coordenadas 40°15′38″N 89°46′17″O / 40.26056, -89.77139. Según la Oficina del Censo de los Estados Unidos, el municipio tiene una superficie total de 92.84 km², de la cual 92,84 km² corresponden a tierra firme y (0 %) 0 km² es agua.

## Demografía
Según el censo de 2010, había 206 personas residiendo en el municipio de Pennsylvania. La densidad de población era de 2,22 hab./km². De los 206 habitantes, el municipio de Pennsylvania estaba compuesto por el 97,57 % blancos, el 1,46 % eran asiáticos y el 0,97 % eran de una mezcla de razas. Del total de la población el 2,43 % eran hispanos o latinos de cualquier raza.